# End on End
End on End è la raccolta che unisce i brani pubblicati dalla band Rites of Spring, nei soli tre anni di attività, e già pubblicati nell'album Rites of Spring e nell'EP All Through a Life, più un inedito è stata ricavata nel 1991 la raccolta End On End.
L'album ebbe un discreto successo commerciale, tanto che nel 1991 risultò terzo tra le vendite di album punk rock.

## Tracce
Tutti brani sono stati scritti dai Rites of Spring.
1. Spring - 2:32*
2. Deeper than Inside - 2:16*
3. For Want Of - 2:58*
4. Hain's Point - 1:53*
5. All There Is - 2:00*
6. Drink Deep - 2:23*
7. Other Way Around - 3:11***
8. Theme (If I Started Crying) - 2:11*
9. By Design - 2:11*
10. Remainder - 2:31*
11. Persistent Vision - 2:37*
12. Nudes - 2:32*
13. End on End - 2:36*
14. All Through A Life - 2:27**
15. Hidden Wheel - 2:31**
16. In Silence/Words Away - 3:00**
17. Patience - 1:58**

* brano pubblicato nell'album Rites of Spring.

** brano pubblicato nell'EP All Through a Life.

*** brano inedito.

## Formazione
- Guy Picciotto - voce, chitarra
- Eddie Janney - chitarra
- Mike Fellows - basso
- Brendan Canty - batteria